# Чемпіонат України з гандболу серед жінок 2024—2025
Чемпіонат України з гандболу серед жінок (жіноча Суперліга) 25/26

тридцять третій чемпіонат України.

## Учасники та особливості проведення
Заявки на участь в чемпіонаті подали 6 команд. Серед них 5 команд-учасниць Суперліги сезону 2023/2024 та чинні чемпіонки Вищої ліги — «Рівне-ДЮСШ-4».
- «Галичанка» Львів;
- «ДЮСШ 1-ХНУ» Хмельницький;
- «Карпати» Ужгород;
- «Реал» Миколаїв;
- «Рівне-ДЮСШ-4» Рівне;
- «Спартак-ШВСМ» Київ.

Відповідно до Регламенту та Календаряу першому етапі чемпіонату було проведено 10 з'їздних турів. У кожному турі команда зіграла 2 матчі з одним з суперників. На другому етапі, команди відповідно до результатів поділені на дві групи зі збереженням набраних очок. Група А зіграла за 1-3 місця, група Б зіграла за 4-6 місця. В кожній групі на другому етапі проводилось по три одноматчеві тури. Плей-оф у цьому сезоні не передбачено.
У цьому чемпіонаті система нарахування очок у турнірних таблицях наступна:
- за перемогу в основний час гри — 3 очки;
- за перемогу після серії післяматчевих штрафних кидків, якщо після закінчення ігрового часу зафіксовано нічийний рахунок — 2 очки;
- за поразку, якщо гра завершилась в основний час — нуль балів;
- за поразку внаслідок серії післяматчевих штрафних кидків — 1 очко;
- технічна перемога — 3 очки у турнірній таблиці та рахунок у матчі 10:0 на користь команди-переможниці.

Призерами чемпіонату стали
- «Галичанка» — 26 перемог у 26 матчах;
- «Карпати» — 18 перемог та 8 поразок в основний час;
- «Спартак-ШВСМ»  — 13 перемог в основний час.

Під час церемонії нагородження було відзначено кращих гравчинь та тренера Суперліги:
- найкраща молода гравчиня — Анастасія Пархоменко («Спартак-ШВСМ», м. Київ);
- найкраща бомбардирка (204 м'ячі) — Інна Голярдик («Рівне-ДЮСШ-4»);
- воротарка — Єлизавета Пастеляк («Спартак-ШВСМ», м. Київ);
- ліва крайня – Надія Пойманова («Карпати», м. Ужгород);
- ліва півсередня – Валерія Нестеренко («Карпати», м. Ужгород);
- розігруюча – Анна Гававка («Карпати», м. Ужгород);
- права півсередня – Мілана Шукаль («Галичанка», м. Львів);
- лінійна – Ірина Прокоп'як («Галичанка», м. Львів);
- права крайня – Дар'я Корець («Спартак-ШВСМ», м. Київ);
- тренер — Віталій Андронов («Галичанка», м. Львів).

Також цьогоріч було проведено голосування тренерів та капітанів команд жіночої Суперліги організоване Федерацією гандболу України. Відзнаку найціннішої гравчині Суперліги отримала права крайня «Галичанки» Мілана Шукаль.

## Турнірна таблиця

### Перший етап
| № | Команда                     | І  | В  | В7 | П7 | П  | М       | О  |
| - | --------------------------- | -- | -- | -- | -- | -- | ------- | -- |
| 1 | «Галичанка» (Львів)         | 20 | 20 | 0  | 0  | 0  | 602:429 | 60 |
| 2 | «Карпати» (Ужгород)         | 20 | 16 | 0  | 0  | 4  | 700:557 | 48 |
| 3 | «Спартак-ШВСМ» (Київ)       | 20 | 12 | 0  | 0  | 8  | 605:552 | 36 |
| 4 | «Рівне-ДЮСШ-4» (Рівне)      | 20 | 4  | 2  | 0  | 14 | 566:647 | 16 |
| 5 | «ДЮСШ-1-ХНУ» (Хмельницький) | 20 | 4  | 0  | 2  | 14 | 510:698 | 14 |
| 6 | «Реал» (Миколаїв)           | 20 | 2  | 0  | 0  | 18 | 593:677 | 6  |

### Другий етап

#### Група «А»
| № | Команда               | І  | В  | В7 | П7 | П  | М       | О  |
| - | --------------------- | -- | -- | -- | -- | -- | ------- | -- |
|   | «Галичанка» (Львів)   | 26 | 26 | 0  | 0  | 0  | 779:566 | 78 |
|   | «Карпати» (Ужгород)   | 26 | 18 | 0  | 0  | 8  | 883:738 | 54 |
|   | «Спартак-ШВСМ» (Київ) | 26 | 13 | 0  | 0  | 13 | 745:734 | 39 |

#### Група «Б»
| № | Команда                     | І  | В | В7 | П7 | П  | М       | О  |
| - | --------------------------- | -- | - | -- | -- | -- | ------- | -- |
| 4 | «Рівне-ДЮСШ-4» (Рівне)      | 26 | 8 | 2  | 1  | 15 | 756:802 | 29 |
| 5 | «ДЮСШ-1-ХНУ» (Хмельницький) | 26 | 8 | 0  | 2  | 16 | 687:878 | 26 |
| 6 | «Реал» (Миколаїв)           | 26 | 2 | 1  | 0  | 23 | 761:877 | 8  |

## Найкращі бомбардири

### Туру
| Тур   | Гравець             | Клуб           | Голи |
| ----- | ------------------- | -------------- | ---- |
| 1     | Анастасія Гінкул    | «Реал»         | 17   |
| 2     | Анастасія Гінкул    | «Реал»         | 21   |
| 3     | Вероніка Алексєєнко | «ДЮСШ 1-ХНУ»   | 19   |
| 4     | Валерія Нестеренко  | «Карпати»      | 20   |
| 5     | Анна Гававка        | «Карпати»      | 16   |
| 6     | Валерія Нестеренко  | «Карпати»      | 19   |
| 7     | Анастасія Гінкул    | «Реал»         | 25   |
| 8     | Інна Голярдик       | «Рівне-ДЮСШ-4» | 20   |
| 9     | Марина Білоногова   | «ДЮСШ 1-ХНУ»   | 19   |
| 10    | Валерія Нестеренко  | «Карпати»      | 22   |
|       |                     |                |      |
| 11«А» | Валерія Нестеренко  | «Карпати»      | 22   |
| 11«Б» | Анастасія Гінкул    | «Реал»         | 16   |
| 12«А» | Валерія Нестеренко  | «Карпати»      | 15   |
| 12«Б» | Інна Голярдик       | «Рівне-ДЮСШ-4» | 16   |
| 13«А» | Валерія Нестеренко  | «Карпати»      | 23   |
| 13«Б» | Анастасія Гінкул    | «Реал»         | 23   |

### Чемпіонату
| Місце | Гравець               | Клуб           | Голи |
| ----- | --------------------- | -------------- | ---- |
| 1     | Інна Голярдик         | «Рівне-ДЮСШ-4» | 204  |
| 2     | Анастасія Гінкул      | «Реал»         | 194  |
| 3     | Валерія Нестеренко    | «Карпати»      | 185  |
| 4     | Анастасія Оржаховська | «Спартак-ШВСМ» | 136  |
| 5     | Владислава Слободян   | «Карпати»      | 134  |
| 6     | Вероніка Алексєєнко   | «ДЮСШ 1-ХНУ»   | 133  |
| 7     | Мілана Шукаль         | «Галичанка»    | 132  |
| 8     | Анна Гававка          | «Карпати»      | 129  |
| 9     | Анастасія Переходова  | «Реал»         | 115  |
| 9     | Анастасія Козлова     | «Реал»         | 115  |
| 9     | Анастасія Пархоменко  | «Спартак-ШВСМ» | 115  |
| 10    | Вероніка Алексєєнко   | «ДЮСШ 1-ХНУ»   | 99   |